# Élection du président du Mouvement pour le changement en 2021
L’élection du président du Mouvement pour le changement en 2021 a eu lieu les 5 et 12 décembre 2021 pour élire le nouveau président du parti. Níkos Androulákis est élu au 2d tour face à l'ancien premier ministre Giórgos Papandréou.

## Résultats
| Candidats                 | Candidats                 | Parti                     | 1er tour | 1er tour | 2d tour | 2d tour |
| Candidats                 | Candidats                 | Parti                     | Voix     | %        | Voix    | %       |
| ------------------------- | ------------------------- | ------------------------- | -------- | -------- | ------- | ------- |
|                           | Níkos Androulákis         | PASOK                     | 99 120   | 36,88    | 139 492 | 67,17   |
|                           | Giórgos Papandréou        | KIDISO                    | 75 183   | 27,97    | 66 847  | 32,19   |
|                           | Andréas Lovérdos          | PASOK                     | 69 827   | 25,98    |         |         |
|                           | Pavlos Christidis         | PASOK                     | 8 733    | 3,25     |         |         |
|                           | Pávlos Geroulános         | PASOK                     | 8 027    | 2,99     |         |         |
|                           | Háris Kastanídis          | KIDISO                    | 7 908    | 2,94     |         |         |
|                           |                           |                           |          |          |         |         |
| Votes valides             | Votes valides             | Votes valides             | 268 798  | 99,30    | 206 339 | 99,36   |
| Votes blancs et invalides | Votes blancs et invalides | Votes blancs et invalides | 1 908    | 0,70     | 1 319   | 0,64    |
| Total                     | Total                     | Total                     | 270 706  | 100      | 207 658 | 100     |